# ナターシャ・レニエ
ナターシャ・レニエ（Natacha Régnier, 1974年4月11日 - ）は、ベルギー出身の女優。

## 来歴
イクセルで生まれ、ブリュッセルで育つ。1993年に映画デビューし、フランスのテレビに多く出演してきた。
1998年の『天使が見た夢』でカンヌ国際映画祭女優賞、ヨーロッパ映画賞女優賞、セザール賞を受賞した。

## 主な出演作品
- 世界で一番好きな人 Dis-moi oui (1995)
- アンコール Encore (1996年／パスカル・ボニゼール) フランス映画祭上映
- 天使が見た夢 La Vie rêvée des anges (1998年)
- クリミナル・ラヴァーズ Les amants criminels (1999年)
- 家族の再会 Tout va bien, on s'en va (2000年)  ＊フランス映画祭上映、その後のTV放映題「Everything Is Fine (We Are Leaving) (家族の再会)」
- ポン・デ・ザール Le Pont des Arts (2004年／ウジェーヌ・グリーン) TV5MONDEで放映
- Demain on déménage (2004／シャンタル・アケルマン)
- Ne fais pas ça ! (2004／リュック・ボンディ)
- デッドリンガー Trouble (2005年) DVDスルー
- Boxes (2007／ジェーン・バーキン)
- Gaspard le bandit (2007／ブノワ・ジャコ、TV映画)
- プレイ-獲物- La Proie (2011年)
- ザ・キャピタル　マネーにとりつかれた男 Le Capital (2012／コスタ＝ガヴラス) WOWOW放映後、DVDスルー
- ムード・インディゴ うたかたの日々 L'Écume des jour (2013年)
- ドメスティック・ライフ La Vie domestique (2013) TV5MONDEで放映
- Le Fils de Joseph (2016／ウジェーヌ・グリーン)